# Gaetano Sanseverino
Gaetano Sanseverino, né le 7 août 1811 à Naples où il est mort le 16 novembre 1865, est un prêtre, théologien et philosophe italien, considéré comme l'un des précurseurs les plus importants du néothomisme.

## Biographie
Gaetano Sanseverino quitta très jeune sa ville natale de Naples pour aller étudier au séminaire diocésain de Nola dirigé par son oncle. Après son ordination, il continua à étudier la philosophie dans le but de confronter les divers systèmes. Celui qui dominait en Italie, à l'époque où Sanseverino était étudiant, était le cartésianisme. L'étude comparée des divers systèmes lui permit toutefois une connaissance plus approfondie de la scolastique, surtout des œuvres de Thomas d'Aquin, et du rapport intime entre la scolastique et la patristique. Dès lors, et jusqu'à la fin de la sa vie, son unique préoccupation fut la restauration de la philosophie scolastique, non seulement par ses écrits, mais aussi par des leçons, des conférences et des discussions. Sa préparation en matière de philosophie lui permit de devenir, alors qu'il n'avait pas encore trente ans, professeur de logique et de métaphysique au séminaire de Naples. Il fut aussi chanoine de la cathédrale de sa ville. En 1840 il fonda la revue La Scienza e la Fede, que ses disciples Nunzio Signoriello et Antonio D'Amelio firent paraître jusqu'en 1887, c'est-à-dire plus de vingt ans après sa mort. En 1851 Ferdinand II le chargea d'enseigner la philosophie morale à l'université de Naples, et il fut chargé également de préparer un manuel « officiel » pour les écoles du royaume des Deux-Siciles ; dans ce but Sanseverino écrivit un manuel, I principali sistemi della filosofia del criterio, discussi colla dottrina de' Santi Padri e de' Dottori del Medio Evo. L'unité italienne le chassa de sa chaire universitaire mais non de l'enseignement qu'il donnait au séminaire de Naples. Il mourut à Naples au cours d'une épidémie de choléra à l'âge de 54 ans.

## L'œuvre
Fin connaisseur de saint Thomas et de la philosophie médiévale, Sanseverino publia au cours des années 1840 plusieurs essais intéressants sur les philosophes modernes, parmi lesquels Kant et Spinoza. En 1849 il commença à s'occuper plus spécialement de saint Thomas et du thomisme avec la doctrine de saint Thomas sur les origines du pouvoir et sur le prétendu droit de résistance ; huit ans plus tard suivit un Saggio di teologia scolastica in difesa dell'angeologia di S. Tommaso d'Aquino contro i sofismi di G. Reynaud.
Entre 1850 et 1853 fut publié un travail important I principali sistemi della filosofia del criterio, discussi colla dottrina de' Santi Padri e de' Dottori del Medio Evo, dissertation vaste et particulièrement érudite sur la philosophie illuministe du XVIIIe siècle et sur celle qui lui était contemporaine (on y trouvait les idées du même Gioberti) ; il les réfutait en se fondant sur la logique des représentants les plus importants du christianisme médiéval.
Son chef-d'œuvre, en cinq volumes, ne fut publié cependant qu'entre 1862 et 1865. Il s'agit du célèbre essai, rédigé en latin, Philosophia christiana cum antiqua et nova comparata, qui a pour objet l'histoire de la logique dans le cadre de la philosophie chrétienne. Un sixième volume, déjà projeté, ne vit jamais le jour en raison de la mort inopinée de l'auteur. Le contenu fut repris dans certaines parties de son travail à usage de ses étudiants dans sa Philosophia christiana cum antiqua et nova comparata in compendium redacta ad usum scholarum clericalium, parue en 1866. Entre1865 et 1870  fut publiée à Naples la version définitive des Elementa. Son travail, lu et abondamment cité dans la seconde moitié du dix-neuvième siècle et pendant tout le vingtième, est divisé en quatre tomes, dont les deux derniers, Antropologia et Teologia naturale, parurent respectivement trois et cinq ans après la mort du philosophe grâce à l'initiative de son élève, Nunzio Signoriello. Ce dernier assuma aussi la charge de diriger, après la disparition de son fondateur (1865), la publication de la revue de Sanseverino La Scienza e la Fede, qui, jusqu'en 1887, maintint vivante l'intérêt que Naples et l'Italie prenaient à la philosophie chrétienne médiévale et au thomisme.

## Choix d'œuvres publiées
- Delle teorie kantiane difese da O. Colecchi nella sua opera che ha per titolo: sopra alcune questioni le più importanti della filosofia, Naples, La Scienza e la fede, 1843-1844
- Il razionalismo teologico dei più celebri filosofi tedeschi e francesi da Kant insino ai nostri giorni, Naples, La Scienza e la fede, 1843-1845
- Spinoza e i moderni razionalisti, Napples, La Scienza e la fede, 1845-1847
- La dottrina di s. Tommaso sull'origine del potere e sul preteso diritto di resistenza, Naples, (Ire, 1849), nouvelle édition (avec introduction de F. Di Mieri), Naples, Giannini, 1997
- Saggio di teologia scolastica in difesa dell'angeologia di S. Tommaso d'Aquino contro i sofismi di G. Reynaud, Naples, Tip. Manfredi (?), 1857
- Elementa philosophiae theoreticae ad usum cleri neapolitani, Naples, Tipografia Manfredi, 1858
- Philosophia christiana cum antiqua et nova comparata, en cinq volumes, Naples, Tip. Manfredi, 1862-1866
- Institutiones seu Elementa philosophiae christianae cum antiqua et nova comparata, en trois volumes et quatre tomes, Naples, Tip. Manfredi, 1865-1870
- Philosophia christiana cum antiqua et nova comparata in compendium redacta ad usum scholarum clericalium, en 2 volumes, Naples, Tip. Manfredi, 1866
- Compendio della filosofia cristiana comparata con le dottrine de' filosofi antichi e moderni, en 2 volumes (version italienne de la précédente, en latin), Naples, Biblioteca cattolica, 1872.